# 定穆王后
定穆王后（8世纪—826年）金氏，新羅第39代君主昭聖王金俊邕的女儿，第42代君主兴德王金秀宗的夫人。
定穆王后原称昌花夫人、章和夫人，是昭聖王金俊邕之女，嫁给叔叔金秀宗。826年（宪德王十八年、唐敬宗宝历二年），宪德王死后，同母弟金秀宗即位，是为兴德王。十二月，章和夫人卒，追封爲定穆王后。兴德王不能忘怀。群臣上表，請再納妃。兴德王说：“隻鳥有喪匹之悲，失良匹，何忍無情遽再娶乎？”于是不從，后来也不親近女侍。左右使令只有宦竪官。827年（興德王二年、唐文宗太和元年）正月，唐文宗冊立興德王爲開府儀同三司、檢校太尉、使持節大都督鸡林州諸軍事、兼持節充寧海軍使、新羅王，母朴氏爲大妃，妻朴氏爲妃。興德王的母亲和王妃都姓金氏，上报唐朝的资料误作朴氏。836年（興德王十一年、开成元年）十二月, 興德王薨，朝廷以他和遺言，與昌花夫人合葬。

## 家族
- 父亲：昭聖王
  - 兄弟：哀莊王
  - 兄弟：金體明
  - 丈夫兼叔父：興德王
    - 儿子：金能儒